# بریجت پاورز
بریجت پاورز (انگلیسی: Bridget Powers؛ زاده ۱۱ اکتبر ۱۹۸۰) بازیگر پورنوگرافی اهل ایالات متحده آمریکا است.
از فیلم‌هایی که وی در آن نقش داشته است، می‌توان به کوتاهی پا مشکلی نیست اشاره کرد.